# Steinen (Zwitserland)
Steinen is een gemeente en plaats in het Zwitserse kanton Schwyz en maakt deel uit van het district Schwyz.
Steinen telt 3.302 inwoners.